# Barcinógrafo
Barcinógrafo – katalońska wytwórnia filmowa, założona w Barcelonie przez Adrię Gualego w grudniu 1913 r.
Początkowo firma kręciła filmy ambitne. W 1914 powstało ich osiem. M.in. adaptacja Alcada z Zalamei Pedra Calderón de la Barca, Cyganeczki Miguela de Cervantesa oraz adaptacja własnej sztuki Gualego Misterio de dolor. Do tego ostatniego Gual zaprojektował również kostiumy i scenografię.
Z czasem kierownictwo w Barcinógrafo przejął Magí Murià, który chciał nadać produkcjom bardziej komercyjny charakter. Wyprodukowała więc w latach 1915–1917 serię pięciu melodramatów, wzorowanych na kinie włoskim, w których wystąpiła Margarita Xirgu. Były to m.in. El nocturno de Chopin (pol. „Nokturn Chopina”) oraz El beso de la muerte (pol. „Pocałunek śmierci”).
Wytwórnię Barcinógrafo zamknięto w 1918 r.